# 1999 (canción)
1999 ("Mil novecientos noventa y nueve") es una canción compuesta e interpretada por el artista estadounidense Prince. Corresponde al primer sencillo de su quinto álbum de estudio, 1999. La canción se publicó como sencillo principal del álbum el 24 de septiembre de 1982 a través de la discográfica Warner Bros. El éxito crítico y comercial de 1999 impulsó a Prince a un lugar en la psique pública, y marcó el comienzo de sus siguientes dos años de mayor fama a través de sus siguientes lanzamientos. Los videos musicales para 1999 y Little Red Corvette estuvieron mucho tiempo en MTV, convirtiendo a Prince en uno de los primeros artistas negros en estar en una gran rotación en el canal de televisión.

## Composición
La versión del álbum de la canción comienza con una voz lenta, tranquilizando al oyente. En las primeras líneas de la letra, Prince canta: "No te preocupes, no te haré daño. Solo quiero que te diviertas un poco".
Prince comparte las voces principales en la pista con los miembros de su banda The Revolution, a saber, Dez Dickerson, Lisa Coleman y Jill Jones. Originalmente concebido para ser una armonía de tres partes, más tarde se decidió separar las voces que comenzaron cada verso.
Se trata de una canción con importantes influencias del funk y el pop con una marcada presencia de los sintetizadores y los efectos de sonido aplicados a los demás instrumentos.

## Duración
El cantante decidió hacer diferentes versiones del sencillo, como la versión más corta que fue que publicó como el leadsingle la cual tiene una duración de 3 minutos y 36 segundos. La plataforma Spotify contiene una versión extendida del tema con una duración de 8 minutos y 41 segundos.
| N.º | Título                 | Duración |  |
| 1.  | «1999 -Single Version» | 3:36     |  |

 Versión del álbum 

| N.º | Título | Duración |  |
| 1.  | «1999» | 6:22     |  |

 Versión de Spotify 

| N.º | Título | Duración |  |
| 1.  | «1999» | 8:41     |  |

## Posicionamiento en listas
| País              | Lista Certificadora        | Mejor Posición |        |        |        |        |        |        |
| Europa            | Europa                     | Europa         | Europa | Europa | Europa | Europa | Europa | Europa |
| ----------------- | -------------------------- | -------------- | ------ | ------ | ------ | ------ | ------ | ------ |
| Portugal          | IFPI                       | 99             |        |        |        |        |        |        |
| España            | PROMUSICAE                 | 77             |        |        |        |        |        |        |
| España            | Los40 España               |                |        |        |        |        |        |        |
| Francia           | IFPI                       | 32             |        |        |        |        |        |        |
| Andorra           | PROMUSICAAND               | 100            |        |        |        |        |        |        |
| Bélgica           | Ultratop 40                | 29             |        |        |        |        |        |        |
| Alemania          | Germany Songs              | 86             |        |        |        |        |        |        |
| Suiza             | GfK Entertainment Charts   | 89             |        |        |        |        |        |        |
| República Checa   | Rádiós Top 100             | 58             |        |        |        |        |        |        |
| Reino Unido       | UK Singles Chart           | 2              |        |        |        |        |        |        |
| Asia              |                            |                |        |        |        |        |        |        |
| Japón             | Billboard Japan Hot 100    |                |        |        |        |        |        |        |
| Corea del Sur     | South Korean Hot 100       |                |        |        |        |        |        |        |
| Oceanía           |                            |                |        |        |        |        |        |        |
| Australia         | ARIA Singles Chart         | 2              |        |        |        |        |        |        |
| Nueva Zelanda     | NRZ Singles Chart          | 1              |        |        |        |        |        |        |
| América del Norte |                            |                |        |        |        |        |        |        |
| Canadá            | Billboard Canadian Hot 100 | 86             |        |        |        |        |        |        |
| Estados Unidos    | Billboard Hot 100          | 12             |        |        |        |        |        |        |
| México            | Monitor Latino MÉ          | 50             |        |        |        |        |        |        |
| América del Sur   |                            |                |        |        |        |        |        |        |
| Colombia          | Monitor Latino COL         |                |        |        |        |        |        |        |
| Perú              | Monitor Latino PE          |                |        |        |        |        |        |        |
| Chile             | Monitor Latino CH          |                |        |        |        |        |        |        |
| Uruguay           | Top 100! Uruguay           |                |        |        |        |        |        |        |
| Argentina         | Monitor Latino AR          |                |        |        |        |        |        |        |